# Bulgargaz
Bulgargaz este compania bulgară de distribuție a gazelor, deținută de stat.
Bulgaria obține 99% din gazul său din Rusia.